# Fernand Carlier
Fernand Carlier (ur. w 1882, zm. ?) – belgijski żeglarz, olimpijczyk.
Na regatach rozegranych podczas Letnich Igrzysk Olimpijskich 1924 wystąpił w klasie 8 metrów zajmując 4 pozycję. Załogę jachtu Antwerpia V tworzyli również Maurice Passelecq, Emmanuel Pauwels, Victor Vanderslyen i Paul Van Halteren.